# Pælerør
Pælerør (latin: Arundo donax) eller kæmperør, er en op til 10 meter høj (i Danmark dog kun højest 5 meter) flerårig græs, som stammer fra middelhavsområdet, hvor den vokser ved kanten af fugtige flodbredder og på tør jordbund.